# Stechschritt

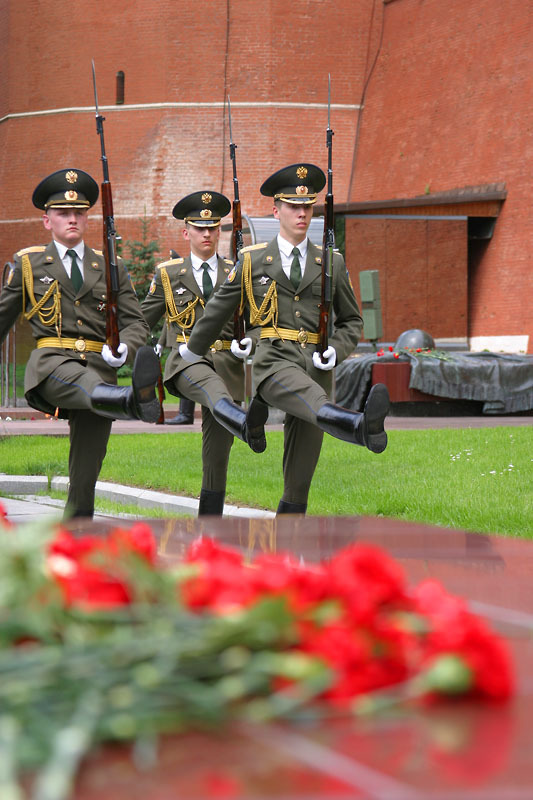
Ryska soldater marscherar i Stechschritt vid den okände soldatens grav, Moskva.

Stechschritt ("gång med sträckta ben", av tyska stechen, "att sträcka ut", och Schritt, "steg"), även känt som goose-step (ordagrant "gås-steg") på engelska, är ett marschsteg med sträckta ben i formella militära parader och andra ceremonier. 
Det innebär att truppen under marsch svänger benen högt upp i luften utan att böja knäna; båda benen hålls helt sträckta under marschens gång. Marschsteget kräver mycket övning och används numera endast vid ceremoniella marscher.

## Historia
Marschsteget introducerades i den preussiska armén av Leopold I av Anhalt-Dessau på 1700-talet. Den syftade som andra marschstilar till att hålla samman militära formationer.
Utformningen av det militära rörelsemönstret i vilket Stechschritt ingick genomfördes av den preussiske kungens balettmästare. Således motsvarar balettens Position 1 den militära positionen "lediga" med vänster fot en aning framskjuten och så vidare. Stechschritt är en exakt motsvarighet till menuettens steg med svag böjning på bakre benet och tåhävning på bakre foten ehuru i lägre tempo än militärmarschens. 
Kring 1796-1801 infördes Stechschritt i den kejserliga ryska armén under Paul I av Ryssland. Den spred sig sedan till väpnade styrkor som stått under ryskt inflytande, inte minst i östblocket under Kalla kriget. Marschstilen förekommer idag i ett femtiotal länder.
Stechschritt, en marschstil som ofta förknippas med disciplin, har varit och är fortfarande vanligt förekommande i auktoritära regimer. Marchsteget används eller har använts i Wehrmacht, Röda armén, Nationella revolutionära armén, Nationale Volksarmee, Rysslands armé, Koreanska folkarmén och Folkets befrielsearmé, men det är också vanligt i Latinamerika, Mellanöstern och Afrika.

## Galleri

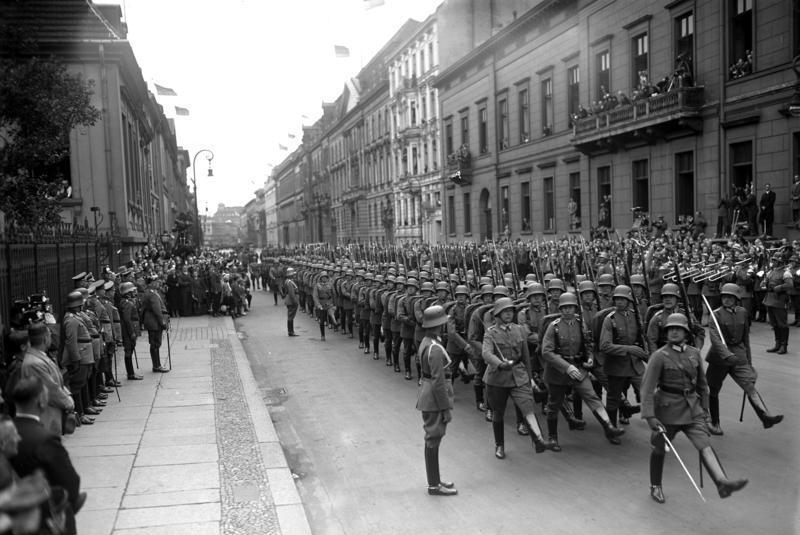
Reichswehr marscherar i Stechschritt vid Hindenburgs födelsedag, 1932.
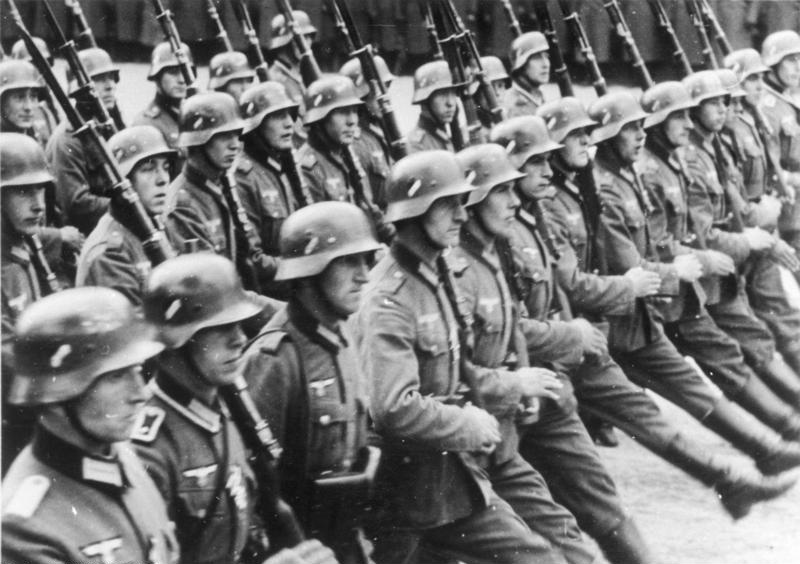
Stechschritt vid en parad med Wehrmacht i Warszawa, oktober 1939.
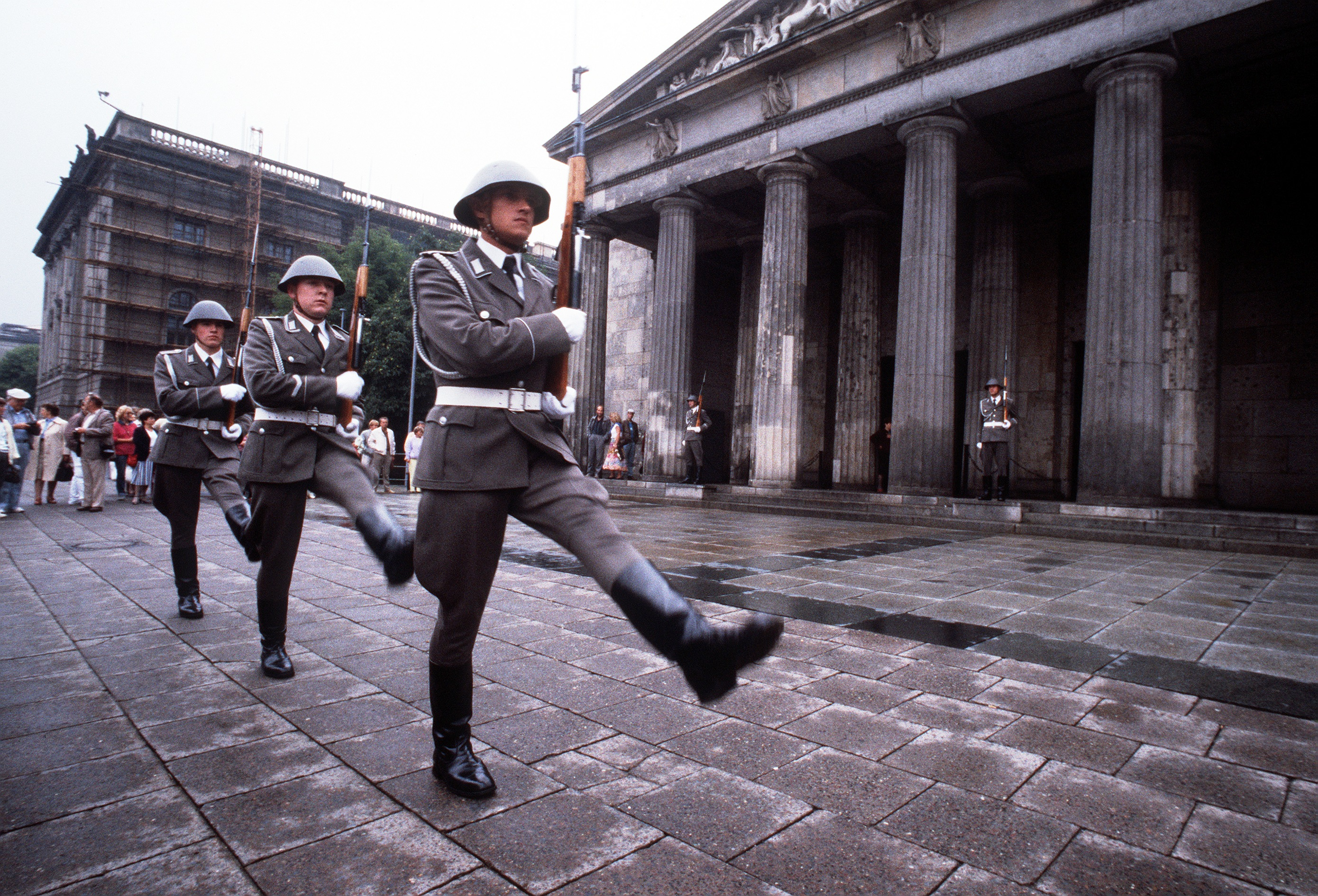
Hedersvakt ur Nationale Volksarmee marscherar vid Neue Wache, 1989.
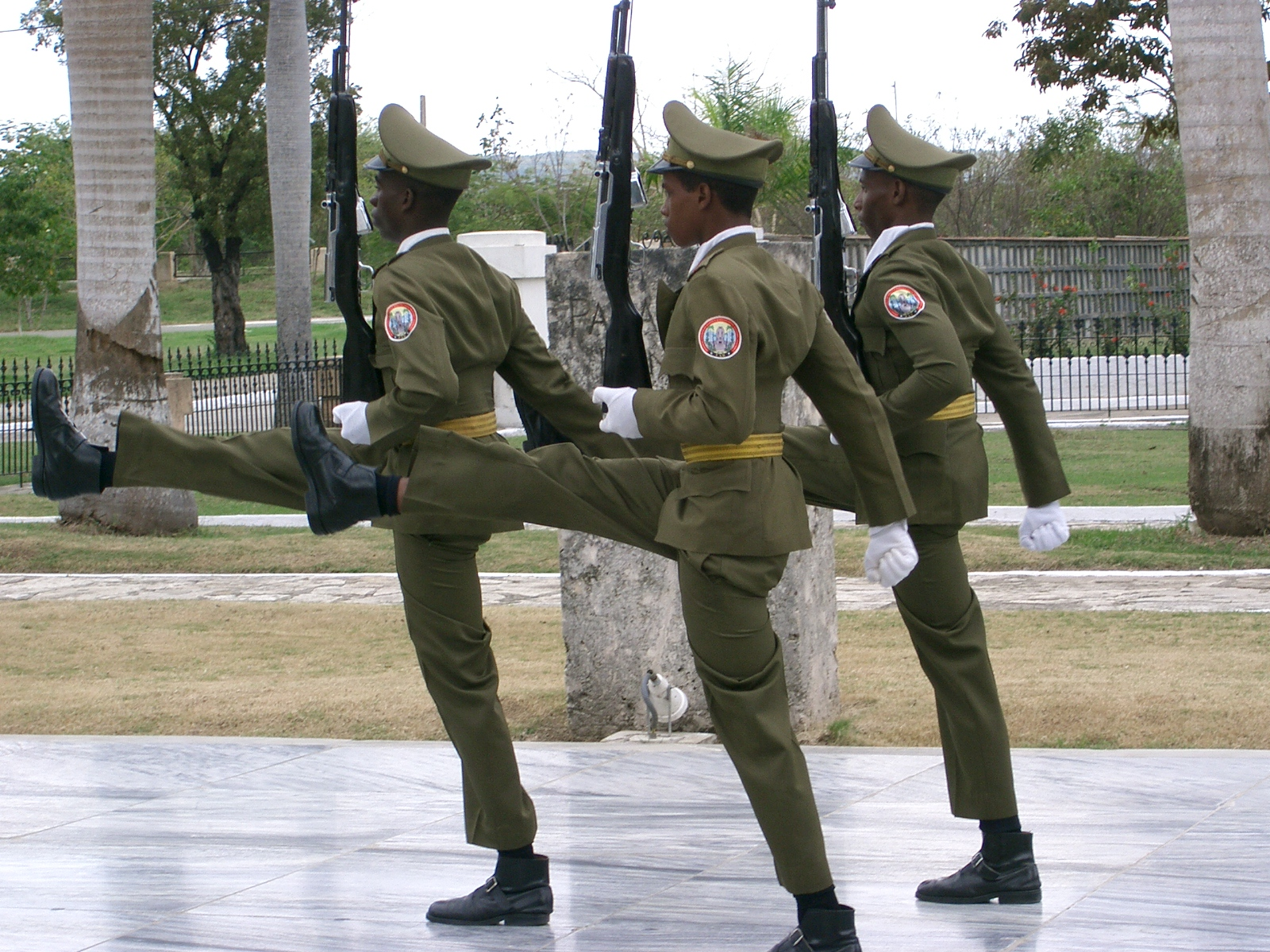
Kubansk hedersvakt vid José Martís mausoleum, 2006.
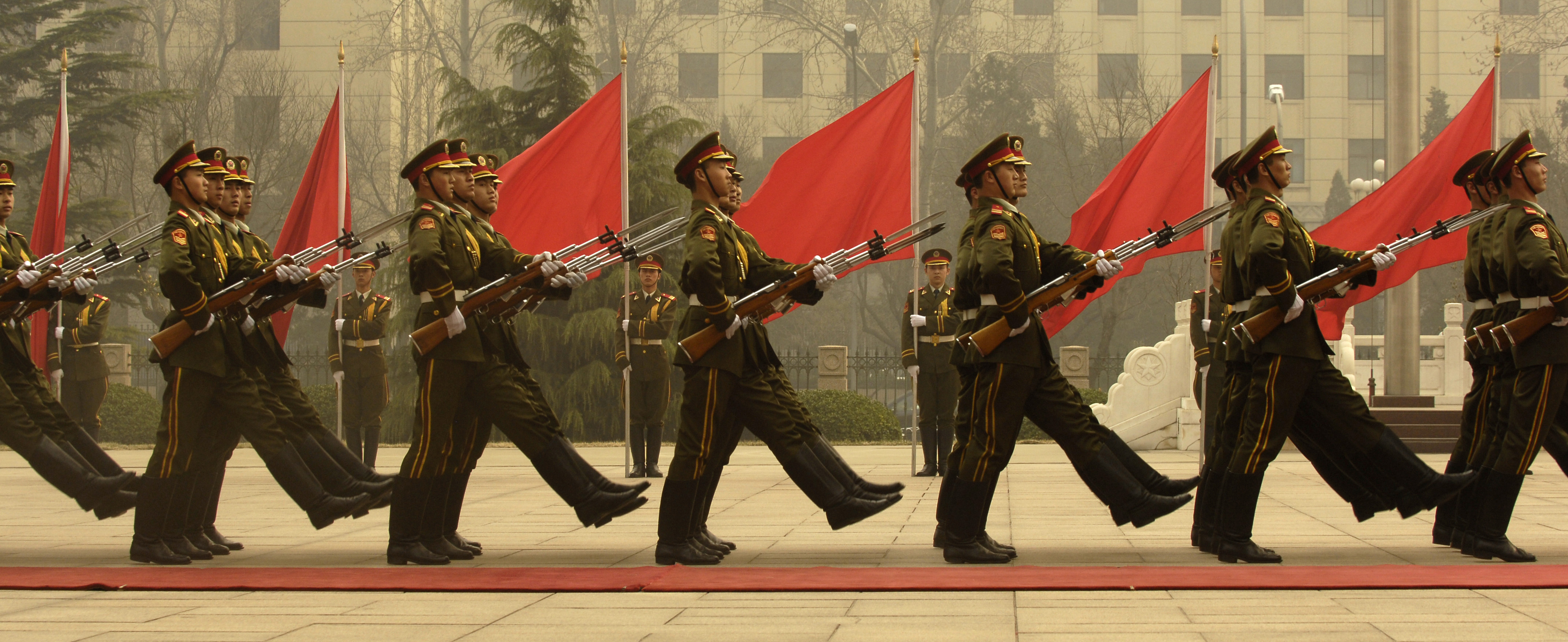
Hedersvakt ur Folkets befrielsearmé, 2007.